# Thomas Faucheron
Thomas Faucheron, född 23 februari 1990, är en fransk bågskytt. Han deltog vid olympiska sommarspelen 2012.